# Lharidon Bight
Lharidon Bight är en vik i Australien. Den ligger i delstaten Western Australia, omkring 680 kilometer norr om delstatshuvudstaden Perth.
Trakten runt Lharidon Bight är nära nog obefolkad, med mindre än två invånare per kvadratkilometer. Stäppklimat råder i trakten. Genomsnittlig årsnederbörd är 327 millimeter. Den regnigaste månaden är juni, med i genomsnitt 82 mm nederbörd, och den torraste är oktober, med 2 mm nederbörd.